# Eleições estaduais no Maranhão em 1955
As eleições estaduais no Maranhão em 1955 aconteceram em 3 de outubro como parte das eleições gerais em nove estados cujos governadores exerciam um mandato de cinco anos.
Para esta disputa aconteceu a primeira cisão no grupo vitorinista onde os dissidentes se abrigaram no PTN em apoio ao deputado federal Cunha Machado que foi vencido pelo médico José de Matos Carvalho. Natural de Barreirinhas e formado pela Universidade Federal do Rio de Janeiro, o novo governador elegeu-se vereador em São Luís pelo PSD e foi secretário de Educação no governo Eugênio Barros, que o apoiou para chegar ao Palácio dos Leões. Seu mandato deveria começar em 31 de janeiro de 1956, porém uma disputa judicial levou ao poder o deputado Alderico Machado que deixou o cargo em 26 de março assumindo Eurico Ribeiro. A posse de José de Matos Carvalho ocorreu em 9 de julho de 1957 ao lado do vice-governador Alexandre Costa, que rompera com o titular durante a campanha eleitoral.
Em 20 de março de 1955 houve uma eleição suplementar para o Senado Federal em decorrência da renúncia de Antônio Bayma e do suplente Newton Belo sendo escolhidos, respectivamente, Assis Chateaubriand e Públio de Melo.

## Resultado da eleição para governador
Os percentuais refletem o total dos votos válidos obtidos pelos candidatos.
| Candidatos a governador do estado | Candidatos a vice-governador | Número | Coligação         | Votação | Percentual |
| --------------------------------- | ---------------------------- | ------ | ----------------- | ------- | ---------- |
| Matos Carvalho PSD                | Ver abaixo -                 | -      | PSD, PTB          | 83.701  | 54,63%     |
| Cunha Machado PTN                 | Ver abaixo -                 | -      | PTN, UDN, PR, PSP | 69.502  | 45,37%     |

## Resultado da eleição para vice-governador
Os percentuais refletem o total dos votos válidos obtidos pelos candidatos segundo os votos apurados.
| Candidatos a governador do estado | Candidatos a vice-governador | Número | Coligação         | Votação | Percentual |
| --------------------------------- | ---------------------------- | ------ | ----------------- | ------- | ---------- |
| Ver acima -                       | Alexandre Costa PSD          | -      | PSD, PTB          | 78.701  | 52,56%     |
| Ver acima -                       | Colares Moreira PTN          | -      | PTN, UDN, PR, PSP | 71.024  | 47,44%     |